# Congrès national populaire
Pour les articles homonymes, voir Congrès national du peuple.
Le Congrès national populaire (en anglais People's National Congress Party, PNC) est un parti politique de Papouasie-Nouvelle-Guinée.

## Histoire
Il est créé en 1993 par des députés sans étiquette issus à la fois de la majorité parlementaire et de l'opposition parlementaire. Bien que le parti ne remporte que cinq sièges (sur cent-neuf) aux élections législatives de 1997, son chef Bill Skate parvient à forger une coalition de partis qui fait de lui le Premier ministre,. Peter O'Neill est à son tour Premier ministre de 2011 à 2019 tout en étant chef du PNC, et son parti obtient de bons résultats aux élections de 2012 et de 2017. Le parti définit alors ses priorités comme étant la sécurité et l'ordre, l'amélioration et le développement des infrastructures (infrastructures de transports, hôpitaux, écoles, logements), l'accès à la santé, la mise en place d'un enseignement primaire et secondaire gratuit, et l'attractivité du pays pour les investisseurs étrangers.
Avec des résultats décevants aux élections de 2022, auxquelles il avait pourtant présenté plus de candidats que tout autre parti, le Congrès national populaire demeure dans l'opposition. Peter O'Neill demeure chef du parti, mais c'est Joseph Lelang qui devient le chef de l'opposition parlementaire. Elias Kavapore devient chef-adjoint du parti, et Douglas Tomuriesa chef-adjoint de l'opposition,.

## Résultats électoraux
| Année | Sièges                         | Gouvernement                 |
| ----- | ------------------------------ | ---------------------------- |
| 1997  | 5 / 109                        | Gouvernement (direction)     |
| 2002  | 2 / 109                        | Opposition                   |
| 2007  | 4 / 109                        | Gouvernement (participation) |
| 2012  | 27 / 111                       | Gouvernement (direction)     |
| 2017  | 25 / 111                       | Gouvernement (direction)     |
| 2022  | attente des résultats complets | Opposition                   |